# هفت‌آب

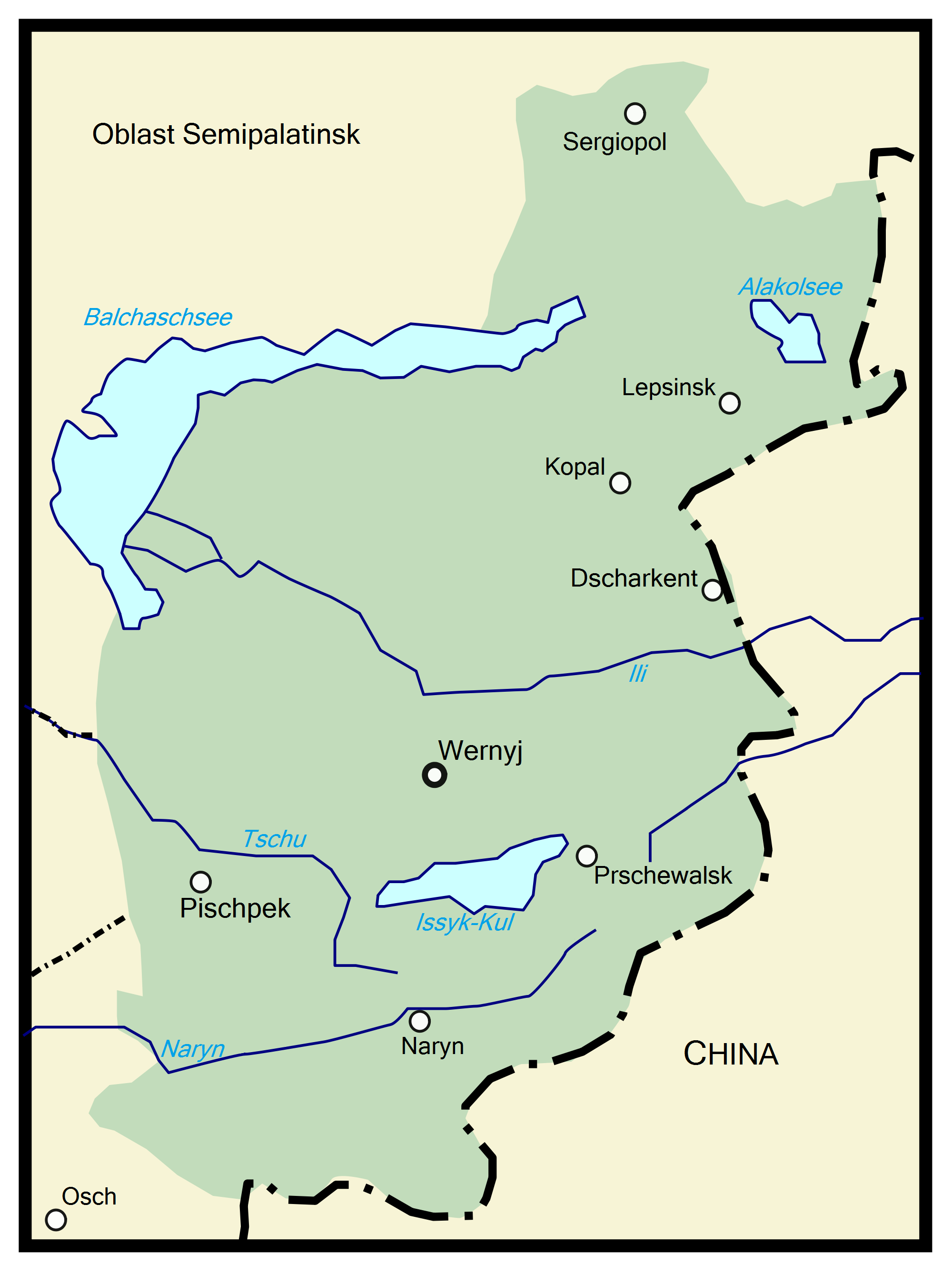
هفت‌آب.

هفت‌آب (در زبان‌های ترکی‌تبار یِدّی‌سو یا جِتی‌سو (به قزاقی: Жетісу)، در روسی: Семиречье، سمیرچیه، به همان معنی هفت‌آب) نام یکی از مناطق تاریخی تمدن کوچ‌گران آسیای مرکزی است که در شمال‌شرق سیردریا واقع شده بود. هفت‌آب در جنوب به کوه‌های تیان‌شان و در شمال به دریاچهٔ بالخاش محدود می‌شود. نام هفت‌آب اشاره به رودهایی دارد که از این منطقه به دریاچهٔ بالخاش می‌ریزند.
حدود هفت‌آب امروزه در جنوب‌شرقی قزاقستان کنونی در استان الماتی قرار دارد.

## تاریخچه
در سده‌های ششم تا سوم پیش از میلاد، مردم ایرانی‌تبار سکایی نخستین مملکت خود را بنیاد نهادند که مرکز آن در هفت‌آب قرار داشت. در اوایل سدهٔ ششم پس از میلاد قبیله‌های ترک‌تبار به منطقه آمده و در هفت‌آب مستقر شدند.
در اوایل سده‌های میانه، شهرهای گوناگونی در هفت‌آب بنیاد شد از جمله اترار (فاراب)، بلاساغون و طراز. تمدن در منطقهٔ هفت‌آب در جریان حملهٔ مغول به‌کلی نابود شد.
هفت‌آب در سدهٔ هفدهم میلادی بخشی از خانات جونغار بود. در ۱۷۵۵ میلادی چین - که در آن زمان زیر فرمان دودمان چینگ بود بر آن دست یازید. سپس روسیه تزاری بخش‌های عمده‌ای از این منطقه را از چیرگی چین بیرون آورد. روس‌ها دست به ساخت سنگربندی و پادگان در آلماآتی و بیشکک زدند. در اواخر سدهٔ نوزدهم اینجا بخشی از ترکستان غربی روسیه شمرده می‌شد. از ۱۹۲۴ هفت‌آب بخشی از جمهوری سوسیالیستی خودگردان قزاقستان شوروی بود.